# Nola tutulella
Nola tutulella ist ein Schmetterling (Nachtfalter) aus der Familie der Eulenfalter (Noctuidae).

## Merkmale
Die Falter erreichen eine Flügelspannweite von 15 bis 19 Millimeter und sind im Durchschnitt kleiner als Nola cucullatella. Die Fühler der Männchen sind doppelt gekämmt, die der Weibchen sind fadenförmig. Die Labialpalpen sind relativ kurz, gestreckt und leicht nach unten gerichtet. Kopf, Thorax und Flügel haben eine graue Grundfärbung. Das basale Feld der Vorderflügel ist vor der auffälligen inneren Querlinie etwas dunkler, aber heller als bei Nola cucullatella. Die Hinterflügel sind grau. Der Diskalfleck ist undeutlich oder fehlt. Die Unterseiten der Vorderflügel sind einfarbig braun. Die Unterseiten der Hinterflügel sind heller, schmutzig grau und mit einem kleinen Diskalfleck gezeichnet.
Bei den Männchen sind das Tegumen und das sehr breite Vinculum relativ kurz. Das Tegumen ist 1,5-mal so lang wie das Vinculum. Der Saccus (basaler Teil der Valven) ist der längste unter den europäischen Nolini-Arten und mehr als doppelt so lang wie bei N. cucullatella. Das Scaphium, ein Teil des männlichen Genitalapparates, ist mit zwei extrem langen, parallelen stabförmigen Strukturen versehen. Die Valven sind relativ kurz. Der Cucullus (distaler Teil der Valven) ist tief gespalten und zweilappig, die Costa und der sehr kurze ventrale Rand sind stark sklerotisiert, gerade und an beiden Spitzen rundlich. Der Digitus (eine sklerotisierte Struktur im distalen Drittel der Valve) steht hervor und ist schmal dreieckig. Der ventrale Lobus ist zu einem kleinen Dorn ausgezogen. Der Sacculus ist schmal und halb so breit wie die Valve. Die Ampulla auf der rechten Seite ist zum Klammerorgan (Clasper) gewinkelt. Sie ist an der Basis sehr breit und apikal fast gegabelt. Der vordere Fortsatz ist kurz und hat eine gewinkelte Spitze. Der hintere Fortsatz ist länger, stabförmig und an der Spitze rundlich. Das Editum ist gut entwickelt und befindet sich nahe der Basis der Costa. Die Transtilla ist kurz und stark sklerotisiert. Die Juxta ist schildartig und dorsal tief gespalten. Der Aedeagus ist nahezu gerade und achtmal so lang wie breit. Das Coecum ist kurz und schmaler als der übrige Teil des Aedeagus. Die Vesica ist ebenso breit wie der Aedeagus und besitzt einen großen, nach hinten gerichteten Cornutus, der an der Basis gezähnt und apikal zugespitzt ist.
Der Ovipositor der Weibchen ist kurz breit und behaart. Die hinteren Apophysen sind etwas länger als der Ovipositor. Die vorderen Apophysen sind zusammen mit der dreieckigen Basis halb so lang wie das achte Abdominalsegment. Das Ostium bursae ist nahezu trapezförmig, stark sklerotisiert und befindet sich in der Mitte des achten Abdominalsegments. Der Ductus bursae ist lang und durchweg stark sklerotisiert. In Richtung des gleich langen Corpus bursae ist er etwas breiter. Signa sind nicht vorhanden. Der Appendix bursae entspringt in der Nähe des vorderen Endes des Ductus bursae.

## Ähnliche Arten
Nola tutulella ähnelt in der Zeichnung der Vorderflügel in Europa nur N. cucullatella. Genitalmorphologische Unterscheidungsmerkmale sind die extrem lange Spitze des Saccus; die Form der fast gegabelten Ampulla; der lange, an der Basis gezähnte Cornutus; die Form des Ostium bursae; der lange und stark sklerotisierte Ductus bursae und das Fehlen der Signa auf dem Corpus bursae (siehe hier).

## Verbreitung
Nola tutulella kommt auf dem spanischen und portugiesischen Festland vor. Außerhalb von Europa findet man die Art in Nordwestafrika.

## Biologie
Nola tutulella besiedelt offene oder halboffene Waldränder, Wälder und Parkanlagen mit Sträuchern, an denen sich die Raupen entwickeln können. Die Falter fliegen in einer Generation von Juni bis August und kommen ans Licht. Die Präimaginalstadien sind unbekannt, sie ähneln vermutlich denen von N. cucullatella.

## Belege
1. 1 2 3 4 5 6  Fibiger, Michael; Ronkay, Lásló; Steiner, Axel & Zilli, Alberto (2009): Noctuidae Europaeae. Volume 11. Pantheinae, Dilobinae, Acronictinae, Eustrotiinae, Nolinae, Bagisarinae, Acontiinae, Metoponiinae, Heliothinae, and Bryophilinae. Entomological Press, Sorø, ISBN 978-87-89430-14-0, S. 118
2. ↑  Zerny, Hans (1927): Die Lepidopterenfauna von Albarracin in Aragonien. Eos Revista española de entomología 3(3): S. 299–394, (4): S. 395–488, Madrid
3. ↑  Nola tutulella bei Fauna Europaea. Abgerufen am 7. Januar 2015